# George Abecassis
George Edgar Abecassis (Oatlands, Surrey, Engleska, 21. ožujka 1913. – Ibstone, Engleska, 18. prosinca 1991.) je bivši britanski vozač automobilističkih utrka.
S utrkivanjem je počeo 1935., a do 1939. je ostvario sedam pobjeda u britanskim natjecanjima. Po izbijanju Drugog svjetskog rata, Abecassis se pridružio Kraljevskim zračnim snagama. Nakon završetka rata, zajedno s Johnom Heathom, je osnovao Hersham and Walton Motors. U Formuli 1 je upisao dva nastupa na VN Švicarske 1951. i 1952., no obje utrke nije uspio završiti. Na utrci 24 sata Le Mansa 1950., zajedno s Lanceom Macklinom u Aston Martinu, je bio najbolji u svojoj klasi. Nakon sto je John Heath poginuo na utrci Mille Miglia 1956., Abecassis se oprostio od utrkivanja te se posvetio vođenju tvrtke HWM.

## Vanjske poveznice
- George Abecassis - Stats F1